# Wilhelm Kentmann (Theologe, 1861)
Wilhelm Eugen Leonhard Kentmann (* 11. Juli 1861 in Jegelecht (Estland); † 20. Mai 1938 in Tallinn) war ein deutschbaltischer Geistlicher.

## Leben
Wilhelm Kentmann entstammte einer deutsch-baltischen Pastorendynastie und war ein Sohn von Woldemar Friedrich Kentmann (1833–1901), Pastor in Kusal und Propst von Ost-Harrien, und seiner Frau Amalie, geb. Grohmann.
Er studierte Theologie an der Kaiserlichen Universität Dorpat. 1885 absolvierte er sein Probejahr beim Vater in Kusal. 1886 wurde er Pastor in Goldenbeck (Estland), 1896 Propst der Landwiek. Nebenamtlich war er ab 1900 Oberkonsistorialrat im Evangelisch-Lutherischen General-Konsistorium in St. Petersburg. 1902 übernahm er ein Pfarramt an der St.-Petri-Kirche ebenda. 1918 wurde er Generalsuperintendent in Estland und zugleich Oberpastor am Tallinner Dom. Ab 1920 wirkte er als Oberpastor an der deutschen St.-Nikolai-Kirche in Pärnu. 1934 trat er in den Ruhestand und zog wieder nach Tallinn.